# I Am Alone (The Pick-Nicks)
I Am Alone is een Engels liedje van het Belgische collectief The Pick-Nicks uit 1964.
De B-kant van de single was het liedje Kiss Me Baby. In 1970 werd het opnieuw uitgebracht op single onder de titel I'm Alone. De B-kant van deze single was het liedje I'm running. Daarnaast verschenen al deze nummers op een split release met Clark Richard uit 1980.
Het nummer werd later gecoverd door Cindy & Jimmy Davis (uitgebracht op hun album Live volume 4) en in 1975 door Eddy Smets onder de titel I'm alone forever (uitgebracht op het album 10 jaar Eddy Smets and his Amigo's).

## Bezetting
De tekst en muziek was van de hand van Bert Cleys, Hélène Lauwers en Staf Van Eetveldt.
- Adriaan De Backer (drums)
- Albert Janssens (Univoxorgel)
- John Van Laere (basgitaar)
- Paul Van Laere (gitaar)
- René Van Laere (gitaar en zang)
- Sylvain Van Laere (gitaar en zang)